# Disney Princesa
Disney Princesa (Disney Princess na marca original) é uma franquia de mídia que pertence à Walt Disney Company, idealizada na década de 1990 e lançada oficialmente em 2000 por Andy Mooney ex-presidente da Disney Consumer Products. É composta por treze personagens femininas de treze diferentes filmes da Walt Disney Animation Studios e da Pixar. Uma das maiores franquias de mídia do planeta, tem licença da Hasbro para produzir as bonecas, estimada em US$ 500 milhões. Em 2012 foi a franquia de entretenimento mais bem sucedida do mundo, lucrando em média US$ 3 bilhões em vendas por ano.
As personagens da franquia têm variado muito desde sua criação. Originalmente era composta por Branca de Neve, Cinderela, Aurora (também conhecida como Bela Adormecida), Ariel (também conhecida como Pequena Sereia), Bela, Jasmine, Pocahontas e Mulan, com Tiana, Rapunzel, Merida, Moana e agora Raya sendo adicionadas mais tarde. Embora a linha seja chamada "Disney Princesa", personagens de origem não real pertencem à franquia, como Mulan. Já a Anna e Elsa são Princesas consideradas Honorárias, elas não são princesas oficiais da franquia mas as vezes aparecem com as demais princesas oficiais em ocasiões especiais já que elas possuem sua própria franquia e são bastante populares.
Disney Princesa é a marca mais popular entre meninas de três a seis anos de idade no mundo ocidental. Pela sua onipresença na infância, a franquia tem recebido críticas de feministas por supostamente reforçar os papéis de gênero feminino, e a Disney tem respondido com a inclusão de princesas mais girl power. Também tem ocorrido polêmicas por causa de uma suposta exclusão ou branqueamento de heroínas não-brancas dentro da franquia.

## História

### Anos 90
Em 1994, a Mattel começou a produzir diversas linhas de bonecas reunindo diversas Princesas Disney juntas. Esta foi a primeira vez que personagens de franquias diferentes eram reunidas em um único produto.
Em 4 de maio de 1995, o Walt Disney Home Video lançou a Disney Princess Collection, uma série de VHS e discos a laser com Ariel e Jasmine.
Em 12 de março de 1996, a Walt Disney Records lançou a primeira trilha-sonora de Princesa. O álbum alcançou o número #4 na parada Top Kid Audio da Billboard.
Em 24 de Junho de 1998, a primeira revista das Princesas Disney foi lançado no Reino Unido. e em setembro de 1999 na Dinamarca.[carece de fontes?]
Em 1999, a Disney Consumer Products lançou a marca Princesa nas lojas da Disney Store.
Em dezembro de 1999, Andy Mooney, que trabalhava para a Nike, empresa de produtos esportivos, foi contratado como novo presidente da Disney Consumer Products, para combater a queda de vendas de seus produtos licenciados, substituindo Anne Osberg.

### Anos 2000
Em 2000, Mooney foi a um Disney On Ice (um show no gelo da Disney), aonde observou diversas meninas fantasiadas como princesas. "Não eram produtos oficiais da Disney, eram produtos vendidos em lojas de fantasia" disse Mooney ao The New York Times. Logo após este acontecimento, Mooney propôs a ideia em uma reunião com os representantes da empresa, que mesmo sendo criticada por Roy E. Disney, foi considerada pelos executivos da Disney.
A franquia original foi composta por: Branca de Neve, Cinderela, Sininho, Aurora, Ariel, Bela, Jasmine, Pocahontas, Esmeralda e Mulan. Esmeralda e Sininho foram retiradas mais tarde por que a Disney considerou que elas não se encaixavam na "mitologia" da franquia de produtos. Para que cada personagem tivesse uma "imagem promocional" única, foi decidido que nenhuma das princesas teriam as mesmas cores em seus vestidos, no entanto poderiam até possuir as mesmas cores em seus vestidos, mas os tons deveriam ser diferentes e o modelo do vestido também, assim como Jasmine e Cinderela usam roupas azuis, mas são tons de azul completamente diferentes. Além disso, foi decidido que a Princesa Aurora teria o vestido na cor rosa para não ser confundida com Cinderela, que usa um vestido azul.
Em 2000, a Mattel recebeu uma licença exclusiva da Disney para produzir uma linha de bonecas inspiradas nas princesas do estúdio em todo o território norte-americano e latino, enquanto a Simba Toys recebeu esta licença em todo o território europeu. Em 2001, o álbum Disney's Princess Collection, que inclui canções dos filmes das Princesas Disney, estava entre os mais vendidos no segmento infantil, segundo a Billboard. Ainda no mesmo ano, a Playmates Toys recebeu uma licença para fabricar uma linha de bonecas das princesas como crianças, algo que nunca havia acontecido antes. Até o final de 2001, a franquia teria lucrado $136 milhões.
A partir de 2002, a franquia se tornou tão popular ao ponto de gerar um spin-off, chamado Disney Fadas, no qual a fada Sininho de Peter Pan era a protagonista. A Disney Princesa também bateu de frente com outras importantes franquias como My Little Pony da Hasbro e foi considerada influenciado meninas em todo o mundo. A franquia chegou a registrar $700 milhões em vendas de produtos licenciados neste ano, mais do que o triplo do ano anterior. No ano seguinte, os produtos licenciados da franquia passavam de 25.000, com uma venda anual de $ 1.3 bilhões, um salto enorme se considerado o número de vendagens em produtos no início da franquia. A revista oficial da Disney Princesa vendeu 10 milhões de cópias por ano em 42 países. Rapidamente, a franquia se tornou uma febre mundial, tornando as Princesas da Disney tão populares quanto Mickey Mouse ou Ursinho Pooh, os principais personagens da Disney.
Em 21 de setembro de 2004, é lançada a música-tema da franquia, chamada de If You Can Dream, cantada pelas oito princesas originais e parte do álbum "Disney Princess: The Ultimate Song Collection". Em 2005, a franquia chegou á bater o número de $3 bilhões em vendas, se tornando uma das marcasmais rentáveis no segmento infantil feminino. Durante este ano, Cinderela recebeu uma atenção maior, já que seu filme seria re-lançado em DVD. Em 5 de abril de 2006, uma loja chamada Bibbidi Bobbidi Boutique foi aberta no Walt Disney World, aonde meninas podem se fantasiar de princesas com um tratamento de beleza, além de comprar produtos oficiais da franquia.
Na Toy Fair de 2007, a Disney apresentou sua nova linha de produtos, com a Disney Princesa ganhando uma nova leva de mercadorias nomeadas como "Enchanted Tales", aonde todas as Princesas usavam vestidos dourados. Nesta mesma feira de brinquedos, a princesa Giselle do filme Encantada foi apresentada como um novo membro para a sua franquia de Princesas. No entanto, a Disney desistiu da ideia, pois não conseguiu entrar em um acordo para utilização da imagem de Amy Adams, atriz que interpreta a personagem. Ainda em 2007, a Disney lançou um novo filme estrelando duas princesas: Jasmine de Aladdin e Aurora de A Bela Adormecida chamado Disney Princess Enchanted Tales: Follow Your Dreams, com duas histórias inéditas. O filme não foi muito bem recebido pela critica.
Até o ano de 2008, a revista Disney Princesa já estava sendo traduzida para 27 línguas e publicada em 72 países, vendendo mais de 14,6 milhões de cópias por ano. O show de patinação no gelo das Princesas Disney no Disney On Ice chegou a registrar 2,5 milhões de telespectadores em 23 países aonde foi apresentado.

### Reformulações e novos membros

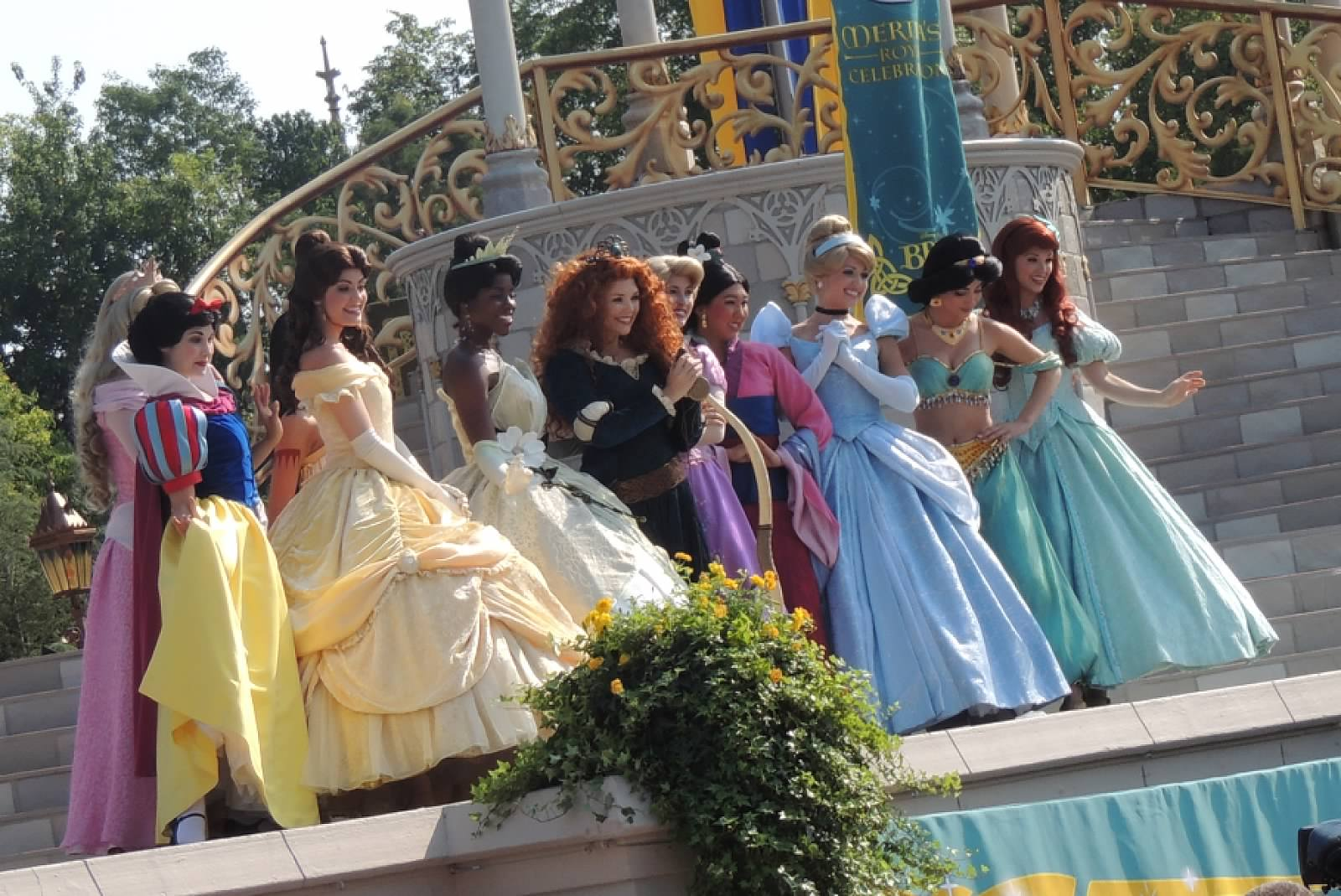
Disney Princesas na coroação de Merida em 2013.

Até 2009, a franquia Disney Princesa registrou um lucro de $ 4 bilhões por ano em mercadorias licenciadas no mundo todo. Em 16 de março de 2010, aconteceu a coroação oficial da princesa Tiana de A Princesa e o Sapo no New York Palace Hotel, em Manhattan, contando com a presença de celebridades e das oito princesas originais. Em 23 de setembro do mesmo ano, Disney assina com a JAKKS Pacific para uma linha de bonecas das Princesas Disney como crianças chamada Disney Princess & Me. Em 20 de Setembro do ano seguinte, através da gravadora Walt Disney Records, a Disney lançou a nova música-tema da franquia, chamada de The Glow e cantada por Shannon Saunders. A canção serve como um hino para as Princesas da Disney, descrevendo o quão especial é ser uma princesa. Em 2 de outubro, Rapunzel do filme Enrolados foi coroada oficialmente como a 10ª princesa oficial da franquia no Palácio de Kensington, em Londres. O evento contou com a participação das nove princesas originais e da cantora Shannon Saunders, que desempenhou a nova canção-tema da franquia.
A partir de 2013, todas as princesas receberam um novo design, com mudanças em suas aparências, incluindo Merida, personagem do filme Valente, o que não foi muito bem recebido pelo público. Em 11 de maio de 2013, a princesa Merida é coroada como a 11ª Princesa da franquia. Em 18 de setembro de 2013, Disney abriu as portas do Princess Fairytale Hall, um espaço na Nova Fantasyland do Magic Kingdom, onde os convidados podem encontrar as Princesas Disney para tirar fotos. Em 26 de setembro, a Disney lançou uma franquia derivada chamada Disney Princess Palace Pets, que apresenta os animais de estimação das Princesas Disney, criados exclusivamente para esta nova linha.
Em 24 de setembro de 2014, a Mattel perdeu sua licença de mais de uma década para a Hasbro, que produz a linha de bonecas das Princesas Disney atualmente. Em 18 de dezembro de 2015, foi revelado que a Hasbro comprou a licença por $500 milhões e a linha de bonecas foi lançada em 1 de Janeiro de 2016.
Em 21 de março de 2019, Moana foi adicionada a linha oficial sem ter uma cerimônia de coroação, mas sendo incluída em mercadorias futuras.
Raya foi oficialmente confirmada pela Disney em 19 de agosto de 2022, para ser introduzida na franquia durante a World Princess Week com um evento de coroação na Disneyland Paris. Em 23 de fevereiro de 2024, Raya foi oficialmente ingressada nos produtos da franquia, junto de um novo logotipo para a marca.

## Membros

### Branca de Neve
Protagonista da primeira animação cinematográfica da Disney, Branca de Neve é baseada na personagem título do conto de fadas Schneewittchen, criado pelos autores alemães os Irmãos Grimm. Em sua história, Branca de Neve vive em um castelo com sua madrasta, a Rainha Má, que a inveja por sua beleza, fazendo a princesa trabalhar como serviçal. Como a rainha deseja matar Branca de Neve, ela foge pela floresta, sendo acolhida pelos Sete Anões. No filme original, Adriana Caselotti é a voz da personagem.

### Cinderela
Baseada no conto de fadas original do autor francês Charles Perrault, Cinderela é a segunda princesa da linha oficial. Escravizada pela sua madrasta, a Madame Tremaine, Cinderela trabalha com os serviços da casa, e sonha com uma vida feliz. Certo dia, um convite é enviado para sua casa, aonde é avisado que haverá um baile e todas as donzelas da cidade foram convidadas. Com a ajuda de sua Fada Madrinha, ela vai ao baile e conhece o Príncipe, se apaixonando por ele perdidamente. No filme original, Ilene Woods interpreta a personagem.

### Aurora
Aurora é a terceira princesa da linha oficial, baseada no conto de fadas La Belle au bois dormant de Charles Perrault. Em sua história, uma fada malvada chamada Malévola coloca uma maldição sobre Aurora, na qual aos 16 anos, ela vai espetar o dedo na roca de fiar, e morrerá. No entanto, a fada Primavera reverte o feitiço, fazendo com que ao espertar o dedo, ela vai dormir, sendo acordada pelo beijo de amor verdadeiro. Ao se passar os 16 anos, Aurora espeta o dedo, e só com a ajuda de seu verdadeiro amor, o príncipe Phillip, ela consegue acordar de seu sono. Mary Costa desempenha a voz da personagem no filme original.

### Ariel
Vagamente baseada na personagem título do conto de fadas Den lille havfrue do autor dinamarquês Hans Christian Andersen, Ariel é a quarta Princesa Disney. Em seu filme, Ariel, uma sereia filha do Rei Tritão, se apaixona pelo príncipe, que vive sobre terra. Para poder encontrar com seu verdadeiro amor, ela vai até Úrsula, a bruxa do mar, e oferece sua voz para poder virar humana. No entanto, se ela não conseguir fazer com que Eric se apaixone por ela, se tornará escrava de Úrsula para sempre. Com a ajuda de seu pai, Ariel consegue voltar a ser humana novamente, e se casa com Eric. Sua voz original é de Jodi Benson.

### Bela
Bela cujo nome original significa "beleza" em francês, é baseada na personagem do conto de fadas francês La Belle et la Bête de Madame Jeanne Marie de Beaumont, por sua vez vagamente inspirado em contos de tradição oral europeia. Bela, com seu grande amor pela literatura, sente-se sozinha e sofre pela ausência com quem possa compartilhar esse amor. Os livros despertam-na um espírito de aventura e almeja viver uma fora deles. Certo dia, seu pai acaba se tornando prisioneiro de uma fera, e para liberta-lo, ela se coloca em seu lugar. No entanto, no processo, ela acaba descobrindo que a Fera não é o monstro que todos pensam, e o amor acaba surgindo inesperadamente. Bela foi originalmente interpretada por Paige O'Hara.

### Jasmine
Jasmine é a sexta princesa da linha oficial, é também a primeira e única princesa do Oriente Médio até então , baseada na Princesa Badroulbadour do conto Aladim e a Lâmpada Maravilhosa, que pertence ao livro As Mil e uma Noites. Jasmine é a única princesa até agora que não é protagonista de um filme, pois no seu filme o protagonista é Aladdin. Em seu filme, Jasmine esta cansada de sua vida no palácio, e decide fugir, se disfarçando. No mercado público, ela conhece Aladdin, que vive nas ruas de Agrabah. Para conquistar a princesa, ele se disfarça de Príncipe Ali, com a ajuda do Gênio, pois acredita que uma princesa jamais se casaria com um plebeu. Os dois se aproximam e se apaixonam. Jasmine descobre a verdade sobre Aladdin, e o feiticeiro do mal, Jafar, tenta dominar o mundo, o que Aladdin impede até o fim do filme. Após Aladdin perceber que não pode continuar fingindo ser alguém que não é, decide cumprir sua promessa e deseja que o Gênio seja livre. Vendo o amor de Jasmine e Aladdin, o sultão muda a lei para permitir que ela se casasse com quem ela considere digno. Diferente das princesas anteriores a ela, Jasmine não se casou em seu filme original. Sua voz original é de Linda Larkin (diálogos) e Lea Salonga (canções).

### Pocahontas
Filha de um chefe indígena, Pocahontas é a sétima princesa na linha oficial, baseada em Matoaka. Em sua história, Pocahontas é filha do Chefe Powhatan e vive em uma tribo no estado da Virgínia. Os colonos visitam as terras onde ela mora, procurando ouro, e ela acaba se apaixonando por um deles, John Smith. No entanto, ela acaba sendo descoberta por Kocoum, um índio de sua tribo que foi proposto para se casar com ela, e no processo, ele acaba morrendo. Isso gera uma guerra, que só termina com a intromissão da princesa. Diferente das princesas anteriores a ela, Pocahontas não terminou com seu interesse amoroso no final do filme (no filme Pocahontas 2 ela desenvolve um interesse amoroso por outra pessoa, o inglês John Rolfe, com quem acaba se casando). Em seu filme original, ela tem a voz de Irene Bedard (diálogos) e Judy Kuhn (canções).

### Mulan
Mulan é a única personagem da franquia que não é uma princesa de verdade, seja por nascimento ou casamento, mas é incluída como parte da franquia, sendo a oitava princesa na linha oficial. Baseada na personagem do poema chinês The Ballad of Hua Mulan, Mulan é uma jovem atrapalhada, filha de um antigo herói de guerra. Certo dia, um aviso diz que seu pai deve se unir ao exército chinês para lutar contra a invasão dos Hunos. Sabendo que ele não sobreviveria, Mulan se veste de soldado e vai em seu lugar. Embora ela consiga ultrapassar todos os obstáculos dos treinamentos, ela acaba sendo descoberta e deixada para trás. No final do filme, ela salva a vida do Imperador. Sua voz original é de Ming-Na Wen (diálogos) e Lea Salonga (canções).

### Tiana
Vagamente baseada na personagem do conto de fadas The Frog Prince dos Irmãos Grimm, Tiana é a nona princesa da linha oficial. Vivendo na Nova Orleães do começo do século XX, ela sonha em abrir um restaurante, e juntou dinheiro a vida toda para isso. No entanto, certo dia, ela conhece um sapo, que diz ser um príncipe de Maldonia (um país africano fictício), e que vai ajudar ela a realizar seu desejo, se ela der um beijo nele. Tiana faz o combinado, mas acaba também se tornando um sapo. Eles então seguem em uma jornada para tentar descobrir como voltarão a ser humanos, o que resulta nos dois se apaixonando. Tiana tem a voz de original de Anika Noni Rose.

### Rapunzel
Baseada no conto de fadas alemão de autoria dos Irmãos Grimm, Rapunzel é a décima princesa da linha oficial. Diferente de seu conto de origem, Rapunzel não é uma donzela em perigo. Certo dia, um ladrão vai até sua torre, se esconder, mas acaba se tornando refém da jovem. Ela faz um acordo com ele, aonde ela devolverá a bolsa de Flynn Rider (o ladrão), em troca de ele levar ela para ver as lanternas flutuantes, um evento que acontece todo ano em seu aniversário. Ele concorda, e entre muitas confusões, os dois acabam se apaixonando. No filme original, a voz de Rapunzel é desempenhada por Mandy Moore.

### Merida
A primeira princesa que não é baseada em qualquer conto, lenda ou figura histórica é a escocesa Merida, a décima primeira princesa da linha oficial e também a primeira princesa do estúdio Pixar. Em seu filme, Merida é uma jovem que quer seguir o próprio destino, mas sua mãe, a Rainha Elinor, quer ensinar a princesa a como ser uma boa rainha, se casando com um príncipe, algo que Merida não aceita. Querendo viver a vida de seu modo, Merida decide ir até uma bruxa, para conseguir uma poção para mudar o próprio destino, no entanto, a poção transforma Elinor em um urso, e Mérida terá que desfazer o feitiço em dois dias, se não, sua mãe será um urso para sempre. Seguindo em uma grande jornada, Merida irá descobrir seu próprio destino. A voz original de Merida é de Kelly Macdonald.

### Moana
Em 2019, Moana, conhecida na Europa como Vaiana, foi agregada como décima segunda princesa, mesmo que sem uma cerimônia de coroação como a de Merida em 2014. Filha do chefe de uma tribo polinésia, Moana é escolhida pelo oceano para encontrar o semideus Maui e devolver uma relíquia para a deusa Te Fiti, visando acabar com uma praga acabando com a vegetação de sua ilha. A voz original de Moana é de Auli'i Cravalho.

### Raya
Raya foi oficialmente adicionada como décima terceira Princesa Oficial, e é uma das poucas princesas da Disney a não ser baseada em um personagem preexistente. Raya também é a única princesa cuja mãe é desconhecida por estar viva ou morta, já que sua mãe não é vista ou mencionada ao longo do filme. Ela é filha do chefe da aldeia de Heart, quando sua aldeia foi ameaçada pelos Druun, Raya foi confiada por seu pai para acordar Sisu e trazer Kumandra de volta. Ela finalmente encontra coragem para fazê-lo, com a ajuda de Sisu, Boun, Noi, Tong e, eventualmente, Namaari. Ao aprender a confiar, Raya se livra dos Druun, e eles se tornam Kumandra mais uma vez. No filme original, a voz de Raya é desempenhada por Kelly Marie Tran.

### Ex-membros
Estas personagens vêm aparecendo na franquia, em produtos selecionados, ou estavam nela e foram retiradas posteriormente:
- Alice (do filme Alice no País das Maravilhas de 1951): estava presente em uma vasta linha de produtos das Disney Princesas, entre elas, na linha de bonecas Playmates Disney Princess e Storybook Little Dolls.[76][77] Ela também foi uma das princesas de coração no famoso jogo Kingdom Hearts.[78] No entanto, Alice nunca entrou para a franquia, servindo somente como Princesa de Teste.
- Sininho (do filme Peter Pan de 1953): originalmente, Sininho (nome original de Tinker Bell) era uma das princesas da franquia até 2005, mas a produção da Disney Consumer Products acabou decidindo que ela não se encaixava com as outras princesas da franquia, então ela foi retirada para ter sua própria franquia a Disney Fadas.[14]
- Eilonwy (do filme O Caldeirão Mágico de 1985): embora seja uma princesa de berço, Eilonwy não faz parte da linha oficial das Disney Princesas, isso acontece, pelo fato de que seu filme teve um desempenho muito fraco nos cinemas.[79]
- Esmeralda (do filme O Corcunda de Notre-Dame de 1996): até 2008, Esmeralda era parte da franquia Disney Princesas, junto com Branca de Neve, Cinderela, Aurora, Ariel, Bela, Jasmine, Pocahontas e Mulan.[16][80]
- Mégara (do filme Hércules de 1997): apareceu em alguns produtos da franquia, mas nunca foi considerada uma princesa oficial. No entanto parecia que a Disney estava prestes a fazer isso devido a sua participação em diversos produtos relacionados a franquia Disney Princesa. No dia 9 de junho de 1998 Megara apareceu na segunda trilha sonora oficial da princesas Disney,nomeada como Princess Collection 2, seu Solo I Won't Say (I'm Love) estava presente. Em 7 de setembro de 2004 fez aparição no álbum Disney Princess Sing Along Song Once Upou a Dream. Em 2001 Megara foi adicionada a primeira linha de bonecas Sparkling Princess.
- Jane Porter (do filme Tarzan de 1999): Em novembro de 1999, foi anunciada em uma revista Disney Princess do Reino Unido como a mais nova princesa da franquia.[81] Ela continuou aparecendo na franquia até 2000, e depois, desapareceu.[82]
- Kida (do filme Atlantis: O Reino Perdido de 2001): chegou a aparecer em um livro chamado Kida - The Heart of Atlantis, com a marca da franquia.[83] No entanto, nunca chegou a se tornar uma princesa oficial.
- Giselle (do filme Enchanted de 2007): originalmente, estava para entrar na franquia,[31] no entanto, a Disney decidiu o contrário, pois teria que pagar os direitos de imagem da atriz Amy Adams.[34] No entanto, a personagem ganhou uma boa variedade de produtos da marca, e até hoje ela, as vezes, pode ser vista com as princesas em alguns produtos da Disney Store.[84][85] Atualmente, a personagem ganhou um pin da franquia Disney Princess ao lado das outras doze princesas, oque significa que ainda existe interesse em adiciona-lá a franquia futuramente.[86]
- As personagens Dot e Jessie, dos filmes Vida de Inseto e Toy Story, ambos da Pixar, fizeram uma aparição na coleção de livros My Princess Collection, em 2003.[87]
- Elena (da série de TV, Elena de Avalor de 2016): Originalmente Elena foi cogitada a ingressar na franquia, principalmente pelo fato de sua representatividade.[88][89] No entanto, o fato de a princesa não possuir um filme que foi para o cinema, fez com que ela não se junta-se a franquia, e assim, acabou ganhando sua marca própria, que atualmente está inativa devido ao término da série.[90] Atualmente, ainda é possível encontrar a personagem ao lado das demais princesas oficiais na Disneyland, e em algumas campanhas da franquia relacionadas ao Disney Channel, como “Disney Princesa: Sou Princesa sou Real”.[91][92]
- Mirabel (do filme Encanto de 2021): Embora não tenha sangue real, ela pode ser vista ao lado de outras princesas em parques e em alguns brinquedos.[93][94] No entanto, devido a popularidade do filme, e a quantidade de personagens, decidiram que ela deveria ter sua própria franquia.[95] Atualmente, ela é uma das heroínas da atualidade mais populares da Disney, e é considerada como um símbolo de representatividade.[96]
- Asha (do filme Wish: O Poder dos Desejos de 2023): Embora não seja uma princesa, durante o lançamento de Wish, muitos fãs acreditaram que ela se juntaria a franquia, e se tornaria a segunda princesa de descendência africana, e a primeira princesa latina.[97][98] No entanto, a personagem nunca chegou a se juntar as demais princesas, embora ainda possa ser vista algumas vezes ao lado de algumas princesas em campanhas e nos parques.[99][100]

### O caso de Anna e Elsa
Anna e Elsa eram esperadas a se juntar a franquia como 12º e 13º princesas em 2014, mas isto não aconteceu. A Disney Store afirmou que eles ainda estão pensando em como encaixar Elsa e Anna no grupo, especialmente porque Elsa é rainha, além de ambas estrelarem sua franquia própria com enorme sucesso. Os fãs tem especulado que a razão seria as críticas a Disney Princesa como uma franquia antiquada que prejudicou a imagem de personagens femininas fortes, como Merida e Mulan, que foram repaginadas para entrar no grupo, gerando controvérsias. Ainda assim, ambas aparecem junto das Princesas oficiais em Wifi Ralph: Quebrando a Internet.

### Evolução
As três primeiras Princesas Disney criadas pelo estúdio são consideradas sonhadoras, mas muito dependentes de seus interesses amorosos, o que criou uma imagem de que a princesa é uma "donzela em perigo", algo visto como negativo. No entanto, depois da criação da Princesa Eilonwy de O Caldeirão Mágico (que não faz parte da linha oficial), as princesas começaram a ser vistas como mais independentes, corajosas e até responsáveis por salvar seus interesses amorosos em momentos de quase morte, algo que era papel dos "príncipes" no passado. Ariel foi a primeira princesa Disney a salvar o herói, algo que era papel do personagem masculino nos filmes anteriores a este, o que gerou uma grande mudança para a temática de princesas da Disney, que deixaram de lado suas personalidade doces para se tornarem fortes e corajosas. As princesas mais atuais, como Tiana e Rapunzel, por exemplo, trouxeram uma modernização para o termo "Princesa Disney", que antes era visto de forma mais suave e gentil, se tornando mais forte e aventureiro.  As princesas Merida, Moana, Raya e etc, também abriram portas para que princesas de novas etnias fossem criadas, além de mostrar que nenhuma delas precisa de um príncipe em sua história.

## Produtos de mídia

### Revista Disney Princesa
No fim da década de 1990, a Disney lançou uma revista para meninas de 3–6 anos, criada como um suporte para a franquia Disney Princesa, aonde apresenta as suas famosas princesas em passamentos e histórias em quadrinhos. A revista é traduzida para mais 27 línguas e é publicada em 72 países, vendendo mais de 14,6 milhões de cópias por ano. A partir da edição 96, a revista recebeu reformulações, deixando de ter histórias em quadrinhos.[carece de fontes?] No Brasil, a revista é publicada pela Editora Abril.

### Mangá
Em 2005, uma série de mangá japonesa sobre as Princesas Disney, escrita por Rika Tanaka e ilustrada por Nao Kodaka foi lançada. Os primeiros 15 capítulos foram serializados pela Kodansha na revista mensal de mangá Nakayoshi, enquanto os últimos oito capítulos foram serializados na trimestral Nakayoshi Lovely. Mais tarde, foi relançada em cinco volumes encadernados. Kilala Princess segue as aventuras de Kilala Reno, que tem sua amiga, Erica, sequestrada, e segue em uma jornada, junto de um príncipe chamado Rei, para encontrar a sétima princesa, viajando pelos reinos das seis Princesas Disney originais. Em 6 de outubro de 2017, foi anunciado pela Tokyopop durante a New York Comic Con que haveria lançamento de novas edições de Kilala Princess, com a participação de Mulan, Merida, Rapunzel, Tiana e Pocahontas. Em 2020, a primeira edição com Mulan foi divulgada. Embora tenha sido originalmente planejado para ser lançado no Brasil pela On Line Editora, o mangá foi publicado em 9 de Janeiro de 2015 pela Editora Abril.

### Jogos eletrônicos
O primeiro vídeo game baseado nas princesas recebeu o mesmo nome da franquia e foi lançado em 4 de Abril de 2003, para o Game Boy Advance. O game é composto por vários níveis, aonde os jogadores acompanham as histórias de cada princesa. Em 10 de Outubro de 2006, um novo vídeo game baseado na franquia foi liberado, com o nome de Disney Princess: Royal Adventure, também para Game Boy Advance. Neste jogo, com a ajuda das seis princesas Disney originais, o jogador deve encontrar uma tiara mágica que vai ajudar ele a encontrar o seu próprio final feliz. No dia 16 de Outubro de 2007, o jogo Disney Princess: Enchanted Journey foi lançado para PlayStation 2.  Neste vídeo game, uma menina descobre um castelo amaldiçoado por uma ex-princesa, que precisa voltar a ser o que era antes, algo que ela só vai conseguir com a ajuda das Princesas Disney. Em 30 de Outubro de 2007, uma versão deste jogo para Wii foi liberada, sendo seguida por uma versão para PC em 27 de Novembro do mesmo ano. Em 16 de Outubro de 2007, um vídeo game chamado Disney Princess: Magical Jewels foi lançado para Nintendo DS. Neste jogo, o jogador escolhe uma das seis princesas originais para jogar, e coleta objetos mágicos que podem liberar os vestidos dourados das princesas. O vídeo game Disney Princess Enchanting Storybooks foi lançado em 1 de Novembro de 2011 para dois formatos; Nintendo DS e Wii. Este vídeo game apresenta as histórias dos filmes das princesas em páginas para colorir. Em 25 de Setembro de 2012, um vídeo game chamado Disney Princess: My Fairytale Adventure foi liberado para Nintendo 3DS, Wii e PC. Este jogo é repleto de atividades, e as meninas podem interagir com as princesas Disney.
Na série de vídeo games Kingdom Hearts, Branca de Neve, Cinderela, Aurora, Ariel, Bela, Jasmine e Mulan fazem aparições, sendo que só Branca de Neve, Cinderela, Aurora, Bela e Jasmine são Princesas de Coração, junto com Kairi, personagem original do vídeo game e Alice de Alice no País das Maravilhas. Elas tem papéis muito importantes no vídeo game. Recentemente, Rapunzel foi anunciada para fazer parte de Kingdom Hearts III.
Em 2013, Rapunzel foi incluída no Disney Infinity como personagem de fundo. Jasmine e Merida foram incluídas no Disney Infinity: 2.0 Edition em 2014. Em 2015, Mulan foi incluída no Disney Infinity: 3.0 Edition.

### Televisão
Em 2000, a Toon Disney fez um show sobre as Princesas Disney chamado Princess Power Hour, aonde compilou episódios da séries de televisão Aladdin e A Pequena Sereia. As oito Princesas originais fizeram aparições na série animada de televisão O Point do Mickey e em seus especiais para televisão. No início de 2007, a Disney anunciou Disney Princess Enchanted Tales, uma nova série lançada direto em DVD que apresenta novas histórias para as Princesas da Disney. O primeiro filme da série, intitulado Disney Princess Enchanted Tales: Follow Your Dreams, foi lançado em 4 de Setembro de 2007. É um filme musical com novos contos sobre a princesa Jasmine, e o primeiro novo conto sobre a princesa Aurora desde o seu filme original. Um segundo volume, com novos contos de Cinderela e Mulan seria lançado em 2008, com o nome de Disney Princess Enchanted Tales: Honesty and True, mais foi cancelado, devido ao fracasso de Follow Your Dreams. As músicas que seriam utilizadas no segundo volume foram mais tarde liberadas em uma edição especial de Follow Your Dreams.
Branca de Neve (Ginnifer Goodwin), Cinderela (Jessy Schram), Aurora (Sarah Bolger), Ariel (Joanna García), Bela (Emilie de Ravin), Mulan (Jamie Chung), Rapunzel (Alexandra Metz), Merida (Amy Manson), Jasmine (Karen David)  e Tiana (Mekia Cox)  tem feito aparições na série de televisão da ABC, Once Upon a Time. Branca de Neve e Bela tem papéis mais importantes do que as outras princesas, que são personagens recorrentes. Pocahontas e Moana foram as únicas Princesas oficiais que não fizeram aparições na série. Cinderela e Bela fazem aparições na série de televisão Curtas do Mickey Mouse, com papéis sem falas. Na série de televisão do Disney Junior, Princesinha Sofia, as Princesas Disney tem  feito aparições diversas para ajudar a protagonista. Cinderela apareceu em um filme chamado Princesinha Sofia: Era Uma Vez, enquanto Jasmine, Bela, Aurora, Branca de Neve, Mulan, Tiana e Merida apareceram em episódios. Ariel e Rapunzel apareceram em episódios especiais.
Nos dias 21 e 22 de março de 2015, a ABC Family apresentou um especial chamado "Princess Funday", com os filmes A Princesa e o Sapo, A Pequena Sereia, A Bela Adormecida, Cinderela e Pocahontas.

### Filmes
As princesas Disney tem aparecido em diversos filmes, também sendo referenciadas em alguns deles. Em O Rei Leão 3 - Hakuna Matata, silhuetas das oito princesas originais podem ser vistas na cena inicial. Atualmente, os filmes das princesas tem sido recriados para uma readaptação em live-action, começando com A Bela Adormecida, que ganhou o título de Malévola, focando na antagonista do filme original. Cinderela, A Bela e a Fera, Aladdin, Mulan, A Pequena Sereia e Branca de Neve também foram lançados. Atualmente a Disney está produzindo os live-actions de Moana e Enrolados. No filme de 2014, Caminhos da Floresta, Cinderela (Anna Kendrick) e Rapunzel (Mackenzie Mauzy) são personagens importantes para o enredo do longa. Em Descendants, filme original do Disney Channel de 2015, os filhos das Princesas Disney, e elas mesmas fazem aparições e são personagens importantes para toda a história do filme. Ben, (Mithcell Hope) é filho de Bela (Keegan Connor Tracy), Lonnie (Dianne Doan) é filha de Mulan, Chad Charming (Jedidiah Goodacre) e Chloe Charming (Malia Baker) são filhos da Cinderela (Brandy Norwood), Audrey (Sarah Jeffery) é filha de Aurora, Zellie/Meadow (Sam Morelos) é filha da Rapunzel, e Aziz é filho da Jasmine (Shazia). Branca de Neve será interpretada por Stephanie Bennett.

## Marketing
A franquia é considerada a marca favorita das meninas entre 3–5 anos de idade. Os produtos da franquia "Disney Princesa" são os que mais ocupam espaço nas seções femininas de brinquedos em lojas norte americanas, juntamente com a Barbie. Por ano, a franquia chega a render $3 bilhões em produtos para a Disney, sendo uma das franquias mais rentáveis da empresa. A linha de bonecas fabricada pela Mattel é uma das mais populares da fabricante, que ganhou os direitos exclusivos de produzir as bonecas das Princesas Disney em 1996, perdendo em 2014 para a Hasbro, que começa a produzir as bonecas a partir de 2016.
No dia 26 de Janeiro de 2022, a Mattel anunciou que recuperou a licença para produzir bonecas e brinquedos baseados nas populares princesas de gelo da Walt Disney Company, Elsa e Anna, da franquia de filmes “Frozen”. O acordo também traz outros personagens da Disney que fazem as crianças gritarem de alegria, como: Cinderela, Ariel, Moana, Raya entre outras da franquia.
Os Palace Pets são os animais de estimação das Princesas Disney, criados exclusivamente para a franquia Disney Princess Palace Pets.

## Eventos e atrações

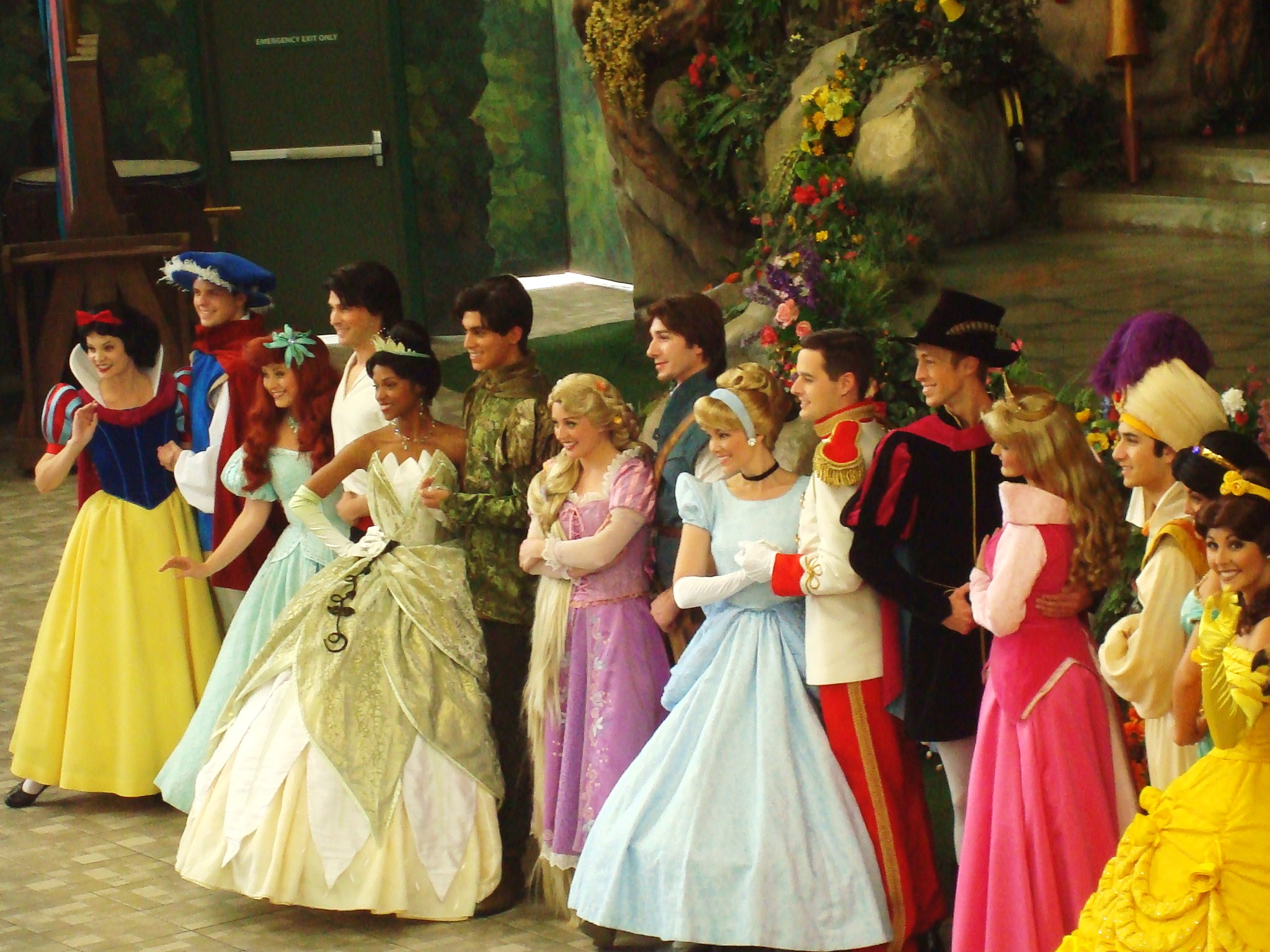
As princesas e os príncipes na Disneylândia em fevereiro de 2012.

Todas as princesas estão disponíveis para cumprimentar os visitantes no Disneyland Resort, na Califórnia. Além disso, Branca de Neve tem o seu próprio passeio no Disneyland Resort conhecido como "Snow White's Scary Adventures", embora este passeio tenha sido removido do Walt Disney World Resort, em 2012, como parte da expansão do novo Fantasyland. Em 2006, como parte da celebração "Year of Million Dreams", o Teatro Fantasyland começou a hospedar o Disneyland Princess Fantasy Faire. O show tem senhores e senhoras ensinando meninos e meninas a etiqueta apropriada para um príncipe ou princesa, com personalidades características das princesas. Princesas que apareceram incluem Branca de Neve, Cinderela, Aurora, Ariel, Bela, Jasmine, Mulan, Pocahontas e Tiana. A atração fechou em 12 de agosto de 2012 e os trabalhos retornaram na vila Fantasy Faire. O novo Fantasy Faire teve uma apresentação em 5 de março de 2013 e inaugurou oficialmente em 12 de março de 2013.
No Walt Disney World Resort, as princesas também estão disponíveis para atender e cumprimentar as pessoas, mas em locais mais específicos. Elas aparecem em eventos específicos como o Cinderella's Royal Table no Magic Kingdom, e o Cinderella's Happily Ever After Dinner no Disney's Grand Floridian Resort. As outras princesas são exibidas na refeição Storybook Princess. No dia 18 de Setembro de 2013, as Princesas da Disney ganharam uma atração de apresentação nova chamada Princess Fairytale Hall, no Magic Kingdom.
Em 29 de julho de 2001, Branca de Neve, Cinderela, Aurora e Bela estiveram presentes na premiere do filme O Diário da Princesa para cumprimentar a atriz Anne Hathaway, interprete da princesa Mia Thermopolis, protagonista do filme.
Muitos shows e desfiles que acontecem nos parques incluem as princesas, entre eles: Fantasmic, SpectroMagic, Dream Along with Mickey, Celebrate A Dreams Come True Parade, Mickey's Boo-to-You Halloween Parade e Mickey's Once Upon a Christmastime Parade. Uma loja chamada "Bibbidi Bobbidi Boutique" abriu em 5 de abril de 2006 em Downtown Disney no Walt Disney World. Em 22 de janeiro de 2007, o Magic Kingdom, no Walt Disney World Resort começou o evento Mickey's Pirate and Princess Party. Este evento apresenta "Disney Parade Enchanted Adventures" e um fogo de artifício especialmente temático chamado "Magic Music, and Mayhem" é usado. O desfile apresenta as seis principais princesas sendo atendidas por cavaleiros e dançarinos. Cada terra é um tema de uma princesa de acordo com um pirata ou princesa. Entre as áreas temáticas são Jasmine Court, em Adventureland, Ariel's Court na Fantasyland e o Princess Pavilion em Mickey's Toontown Fair. As princesas disponíveis para encontrar e cumprimentar os visitantes incluem Jasmine, Ariel, Aurora, Cinderela, Raya, Pocahontas, Mulan, Tiana, Moana, Branca de Neve, Rapunzel, Mérida e Bela.
Disneyland Paris apresenta o show especial noturno, Fantillusion da Disney, que envolve as princesas na parte final. As quatro princesas que aparecem são Branca de Neve, Ariel, Bela e Jasmine. Os navios da Disney Cruise Line apresentam shows musicais que caracterizam as princesas. Ariel, Tiana, Bela, Cinderela, Mulan, Moana, Rapunzel, Aurora, Jasmine e Branca de Neve também aparecem para as crianças e outros fãs no navio. Outras heroínas populares da Disney, como Alice e Wendy também aparecem para conhecer e cumprimentar sessões. O Disney On Ice tem três shows contendo as Princesas da Disney:100 Years of Magic, Princess Classics e Princesses and Heroes. A companhia de patinação também tem realizado espetáculos baseados na história de Branca de Neve, Cinderela, A Pequena Sereia, A Bela e a Fera, Aladdin, Pocahontas, Mulan, A Princesa e o Sapo, Enrolados, Valente, Moana, e Raya e o Último Dragão.
Na Semana Mundial das Princesas (dia 21 de Agosto), a Disney celebra as personagens favoritas da Disney Princess e suas aventuras. com a Hashtag #WorldPrincessWeek nas redes sociais para momentos divertidos das Princesas Disney no parque Disneyland Paris. No dia 21 de Agosto de 2022 eles celebraram a chegada da nova Princesa Disney, Raya, de Raya e o Último Dragão.

## Repercussão e legado

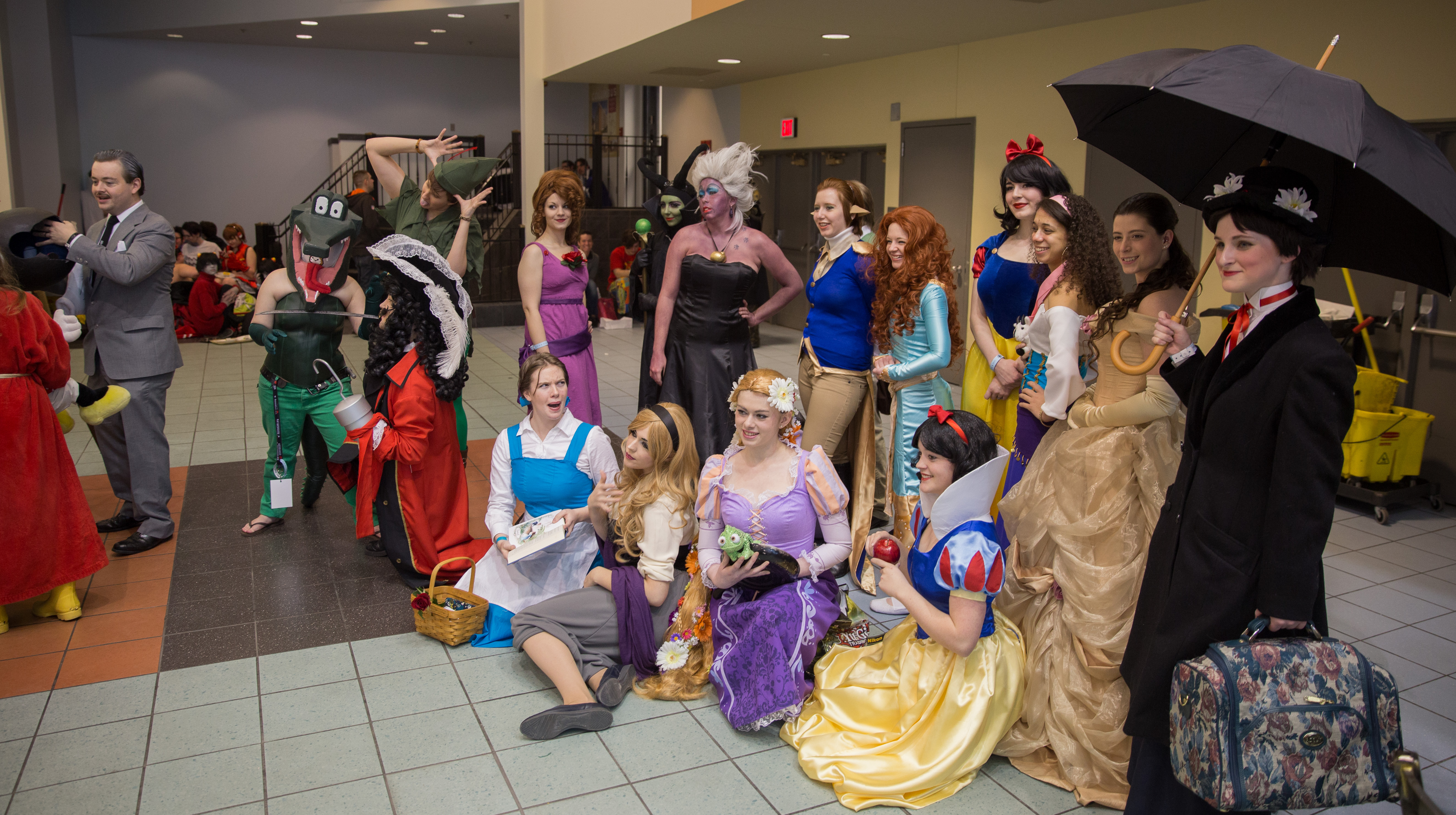
Cosplays de princesas e outros personagens da Disney em convenção, 2014.

### Efeitos nas crianças
A onipresença das princesas Disney na infância, tem produzido efeitos positivos e negativos nas crianças. Um novo estudo de 2016, buscou compreender como elas moldam as atitudes de pré-escolares sobre papéis de gênero e imagem corporal. Os pesquisadores descobriram que elas tem fortes efeitos não só sobre as meninas, mas também sobre os meninos. A exposição excessiva à cultura Disney Princesa supostamente está correlacionada com um comportamento mais estereotipado feminino em ambos os sexos. Nas meninas, foi criado um comportamento potencialmente problemático segundo a visão desses estudos, as mantendo interessadas apenas em brincar nos papéis tidos como "femininos" (maquiagem, gliter, glamour e etc.). Embora não seja necessariamente ruim, as pesquisas tem mostrado que forte adesão a estereótipos de gênero limita as crianças com o passar do tempo. Enquanto nos meninos, o efeito foi mais moderador: eles se tornaram mais úteis e interessados em  participar das brincadeiras com as meninas, demostrando simpatia e equilíbrio em juntar os elementos masculinos e femininos nas brincadeiras. Nenhum dos sexos demonstrou baixa autoestima com relação a exposição á imagem corporal das princesas; no entanto, a maioria das crianças pesquisadas eram brancas, não ficando concreto o efeito de várias mulheres brancas na autoestima das meninas negras e de outras etnias.

### Recepção feminista
A tensão entre a Disney Corporation e os grupos feministas está presente desde o lançamento de Branca de Neve e os Sete Anões, em 1937. O tipo de representação das mulheres em filmes da Disney refletem sentimentos pessoais de Walt Disney sobre a vida familiar dele, que por sua vez acabou moldando a Disney Company. Outra influência foi o fato de que as atitudes da Disney foram espelhadas entre as crenças culturais patriarcais da década de 1940 sobre que papéis as mulheres devem desempenhar na sociedade.
Em 24 de dezembro de 2006, Peggy Orenstein publicou What's Wrong With Cinderella? (O que há de errado com Cinderela?, traduzido literalmente para o português) no The New York Times. Em seu artigo, Orenstein discutiu suas preocupações sobre os efeitos das personagens sobre as meninas. Orenstein usou as Princesas da Disney especificamente para apresentar muitos de seus pontos. Orenstein também observou o carácter universal das mercadorias da franquia e que todas as facetas do jogo tem a sua princesa equivalente. Tamara Weston da revista Time criticou a franquia, referindo-se as princesas como "donzelas em perigo" e modelos negativas para as jovens. Anna Smith do The Guardian disse que não gostava das princesas da Disney serem tipicamente desenhadas com figuras esbeltas e olhos grandes. Outras fontes também manifestaram preocupação de que a franquia poderia dar as jovens a mensagem errada. No entanto, outros pais dizem que suas filhas acabariam por crescer fora desta fase.
Um artigo recente explica como as Princesas da Disney sempre foram feministas e tem uma explicação mais profunda sobre a forma como elas são feminista. Kristi Harrison afirma em seu artigo, 4 Ways the Disney Princesses Created Modern Feminism (4 maneiras que a Disney criou o feminismo moderno), como devemos pensar as princesas como protagonistas em vez de princesas. A sua análise aborda o reconhecimento de que a maior parte das aventuras delas começaram com uma rebelião contra o patriarcado.
Outro artigo intitulado, How Fourth-Wave Feminism is Changing Disney’s Princesses (Como quarta onda do feminismo está mudando as princesas da Disney), explica a conexão do feminismo e Disney Princesas, com elas sendo moldadas com as ondas do feminismo que alteraram a maneira que o cinema e TV ilustram as mulheres. A primeira onda do feminismo ocorreu durante a época da produção dos três primeiros filmes de princesas. Para estas primeiras princesas da Disney, sua beleza é a característica mais marcante. Em todos os três filmes, o príncipe se apaixona e salva / casa-se com a princesa baseada unicamente em sua aparência. Estas princesas são belas mulheres e sofrem devido a circunstâncias acima do seu controle e, finalmente, encontram a salvação no amor de um homem poderoso. Kaitlin Eberson, a autora do artigo, explica como a segunda onda do feminismo e terceira, que dura até a atualidade, focou-se em igualdade legal e social para as mulheres. Durante este tempo, Ariel, Bela, Jasmine, Pocahontas e Mulan ilustraram a ideologia de crenças drasticamente alteradas da sociedade sobre quem as mulheres são e como devem agir, já que cada princesa tem uma personalidade distinta.
Os filmes mais antigos da Disney Princesas foram criticados por sua representação de domesticação, romance, e dependência de um herói masculino. A próxima onda de filmes de princesa da Disney, parte da chamada era "Progressiva" do estúdio durante seu renascimento, tentou fazer personagens femininas mais independentes, embora o romance ainda desempenhou um grande papel em todos esses filmes. Houve um intervalo de longa data entre os lançamentos de Mulan e A Princesa e o Sapo, mas a quarta onda do feminismo discute os problemas enfrentados por mulheres e como as mulheres reconhecem a desigualdade entre os sexos. Durante esta onda, os filmes mostram mulheres fortes e independentes que eram poderosas e não eram submissas a uma sociedade patriarcal. Estudos avaliaram a prevalência das qualidade tipicamente masculina ou femininas, representadas pelos personagens na animação da Disney, e o resultado foi que os filmes mais antigos tendiam a ter mais personagens femininas exibindo características femininas em 86%, enquanto os filmes do renascimento eram em torno de 58%. A Princesa e o Sapo tinha apenas 53% das qualidades femininas existentes em seus filmes, em comparação com características masculinas, mostrando a progressão que a Disney tem feito em termos de feminismo e escape das normas de gênero. Existem poucos dados sobre os filmes mais recentes; no entanto, a recepção geral dos espectadores tem sido positiva no que diz respeito às qualidades "feministas" que as princesas apresentam.

### Recepção étnica

A personagem Esmeralda.

As Princesas Disney que não são caucasianas –Jasmine, Pocahontas, Mulan, Tiana, Moana e Raya– são consideradas como um ponto positivo para a franquia, desde que a maioria delas tem procurado um próprio destino, em vez de viver a vida que foi proposta para elas. No entanto, Disney tem sido muito criticada por supostamente diminuir a aparição dessas personagens em produtos, deixando elas geralmente no fundo de imagens publicitárias. Além disso, em seus novos designs apresentados em 2013, Jasmine, Pocahontas e Mulan ganharam peles mais claras (embora Mulan tenha retornado mais tarde a sua pele original devido a critica dos fãs).
Disney tem sido também criticada pela maneira que apresenta outras culturas nos filmes. Jasmine é retratada em uma sociedade aparentemente violenta que ameaça cortar a mão dela por sua generosidade (que era, na verdade, um ato de roubo), enquanto ela é usada principalmente como um modo de distração sexual e interesse para o herói, Aladdin. Ao mesmo tempo, as pessoas reclamaram das letras para a canção de abertura, Arabian Nights, que afirma, "é bárbaro, mas hey, ele está em casa", que supostamente descreve a cultura do Oriente Médio como extremamente desagradável. Esta crítica é prevalente em Pocahontas que parece justificar e purificar a colonização, bem como dar a entender que todos os povos nativos americanos são "selvagens" que necessitam de assimilação com o branco. O filme foi uma tentativa de ganhar mais diversidade cultural na linha da Disney, incluindo a participação de atores nativos americanos e até mesmo o diretor nacional da American Indian Movement e ativista indígena americano, Russell Means, como chefe Powhatan. Mulan foi julgado negativamente por retratar a cultura chinesa como cruel para com as mulheres e apenas apreciar as mulheres que são bonitas e podem casar-se, Mulan, literalmente, tem de se tornar um homem, a fim de ganhar o respeito da sociedade. Reações semelhantes foram evidentes após o lançamento de A Princesa e o Sapo em relação a heroína principal, o filme mostra imagens controversas do vodu e um casamento inter-racial entre uma mulher afro-americana e um príncipe europeu que mina a diversidade cultural, que o longa metragem queria alcançar. Já os filmes Moana: Um Mar de Aventuras e Raya e o Último Dragão foram filmes que não possuíram muitas críticas culturais, já que muitos elogiaram que Moana representaria não só Polinésios, mas também meninas e mulheres pardas e cacheadas/onduladas, que se veriam na personagem. Raya também recebeu muitas críticas positivas por representar a cultura asiática no geral, e também por muitos associarem o relacionamento de Raya com a antagonista Namaari, como um romance LGBT (embora isso não tenha sido confirmado pela Disney). Todos esses filmes foram considerados passos importantes para uma maior diversidade na Disney, mas os críticos concluirão que ainda há muito a ser feito.
Até 2008, Esmeralda de O Corcunda de Notre Dame fazia parte da linha oficial de Princesas da Disney, até que misteriosamente a Disney retirou ela da franquia. Os fãs tem dado algumas sugestões sobre sua saída, como o fato de ela ter uma "pose sensual" no filme e não nascer na realeza ou em uma família honrada, como ela é uma cigana. Em 31 de Janeiro de 2014, Laura Shortridge do "Women24", uma comunidade da África do Sul feita por mulheres, falou sobre o assunto. Ela considerou injusta a exclusão da personagem e opinou que a Disney pode ter retirado Esmeralda por que uma personagem "muito selvagem, responsável pela própria sexualidade, franca, e sempre com os pés descalços, não poderia ser vista ao lado de uma linha de meninas sorridentes em vestidos com formato de esfera". Em 7 de Outubro de 2015, Jefferson Grubbs do "Bustle" também pediu para que a Disney inclui-se ela novamente como um membro oficial da "Princesas Disney" como ela era uma cigana, fazendo "a sua herança exata não ser facilmente perceptível". Em 14 de Outubro de 2015, Marietta Huaute do "Movie Pilot" fez uma matéria chamada "The Problem With The Disney Princess Lineup" ("O Problema com as Princesas da Disney" traduzido literalmente para o português). Ela pediu para que a Disney reconsiderasse a sua decisão e que "ela era um excelente modelo".